# Bayergorgia vermidoma
Bayergorgia vermidoma is een zachte koraalsoort uit de familie Plexauridae. De koraalsoort komt uit het geslacht Bayergorgia. Bayergorgia vermidoma werd in 2005 voor het eerst wetenschappelijk beschreven door Williams & Lopez-Gonzalez. 